# Паниев, Николай Гаврилович
Николай Гаврилович Паниев (1895, г. Дмитров Московская губерния — 2 апреля 1962, Москва) — советский партийный и государственный деятель, с сентября по декабрь 1923 года Наркома труда КАССР.

## Биография
Николай Гаврилович (по другим сведениям Георгиевич) Паниев родился в 1895 году в г. Дмитров Московской губернии Московского генерал губернаторства. Русский. Член ВКП(б) с 1920 года.
В 1915 году окончил 8-классную Калужскую гимназию (1915) и 2 курса Московского университета.
В 1915-1916 годы конторщик правления железной дороги (г. Оренбург).
В 1916-1918 годы заведующий фуражным пунктом мясозаготовительной конторы Министерства земледелия (г. Оренбург).
В 1918-1919 годы безработный, заведующий отделом охраны труда и социального обеспечения Оренбургского губисполкома, заведующий агитационной экспедицией полит.отдела штаба обороны г. Оренбурга.
В 1919-1921 годы член президиума, заведующий организационным отделом Оренбургского губернского совпрофа.
В 1921-1925 годы член бюро заведующий организационным отделом, член президиума Казбюро ВЦСПС, Казахстанского областного совета профсоюзов.
С октября 1922 года член КазЦИК.
В марте 1923 года на 3-й Облпартконференции избран членом Ревизионной комиссии Казобкома ВКП(б).
С сентября по декабрь 1923 года Нарком труда КАССР.
В 1925-1929 годы инструктор, секретарь организационного отдела ВЦСПС.
В 1929-1931 годы секретарь парткома текстильной фабрики имени Интернационала (с. Крабаново Ивановской области).
В 1931-1934 годы заведующий отделом кадров, заведующий плановым отделом треста «Льноконоплеводствострой» (г. Москва).
В 1934-1936 годы народный судья Краснопресненского райсуда (г. Москва).
В 1936-1937 годы старший судья Пролетарского райсуда (г. Москва).
В 1937-1939 годы член Московского городского суда.
В 1939-1940 годы инструктор-ревизор Московского городского управления юстиции.
В 1948-1959 годы главный гос.арбитр Государственного арбитража при Мосгорисполкоме.
С 1959 года на пенсии. Скончался 2 апреля 1962 года (по другим сведениям 29 августа 1962) в г. Москве.
Награжден орденами Красной Звезды, «Знак Почета» и медалями "За оборону Москвы", "За доблестный труд в ВОВ", "За Победу над Германией в ВОВ", "В память 800-летия Москвы".